# Prismă heptagramică 7/3
În geometrie prisma heptagramică 7/3, sau marea prismă heptagramică este o prismă cu baza heptagramică {7/3}. Este un tip de eneaedru cu 9 fețe, 21 de laturi și 14 vârfuri. Având 9 fețe, este un eneaedru. Topologic este identică cu prisma heptagonală.
Dacă fețele sunt toate regulate, prisma heptagramică este un poliedru semiregulat, mai general, un poliedru uniform cu indicele U78(c). Este a treia într-un șir infinit de prisme formate din fețe laterale pătrate și două baze poligonale stelate regulate. Are simbolul Schläfli t{2,7/3}. Poate fi văzută ca produsul cartezian al unei mari heptagrame regulate și al unui segment, {7/3}×{}.
Grupul de simetrie al unei mari prisme heptagramice drepte este D7h de ordinul 28. Grupul de rotație este D7 de ordinul 14.

## Geometrie
După cum se poate vedea în modelul 3D din casetă, zonele fațetelor triunghiulare adiacente heptagoanelor centrale ale bazelor formează un interior ambiguu datorită autointersectării. Aceste zone triunghiulare pot fi considerate de interior sau exterior, în funcție de modul în care este definit interiorul. O definiție a interiorului este ca fiind mulțimea punctelor care au o rază care traversează frontiera domeniului de un număr impar de ori pentru a ieși din perimetru. Însă din zonele triunghiulare există raze care ies din perimetru după o singură traversare.

## Mărimi asociate prismei heptagramice regulate

### Coordonate carteziene
Coordonatele carteziene ale vârfurilor unei prisme heptagramice cu lungimea laturilor de {\displaystyle 2\sin {\frac {3\pi }{7}}}sunt date de:
{\displaystyle \left(\,1,\,0,\,\pm \sin {\frac {3\pi }{7}}\,\right)}
{\displaystyle \left(\,\cos {\frac {2\pi }{7}},\,\pm \sin {\frac {2\pi }{7}},\,\pm \sin {\frac {3\pi }{7}}\,\right)}
{\displaystyle \left(\,\cos {\frac {4\pi }{7}},\,\pm \sin {\frac {4\pi }{7}},\,\pm \sin {\frac {3\pi }{7}}\,\right)}
{\displaystyle \left(\,\cos {\frac {6\pi }{7}},\,\pm \sin {\frac {6\pi }{7}},\,\pm \sin {\frac {3\pi }{7}}\,\right)}

### Rază circumscrisă
Raza circumscrisă a prismei heptagramice cu lungimea laturilor a este:
{\displaystyle R={\frac {\sqrt {1+\left(\sin ^{2}{\frac {3\pi }{7}}\right)^{-1}}}{2}}\,a\approx 0,716257\,a.}

### Volum

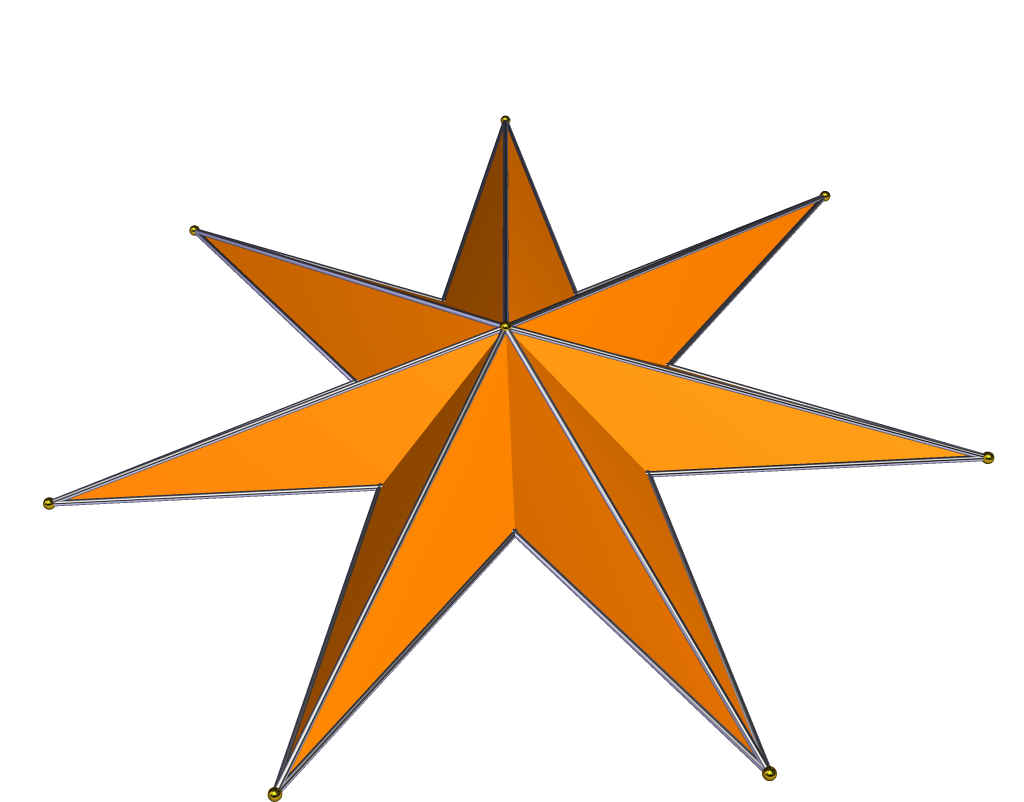
Dual: bipiramidă heptagramică 7/3

Următoarea formulă pentru volum V este stabilită pentru lungimea laturilor tuturor poligoanelor (care sunt regulate) a:
{\displaystyle V=A_{b}h=7\left(4\tan {\frac {3\pi }{7}}\right)^{-1}\,a^{3}\approx 0,399426\,a^{3}}
unde {\displaystyle A_{b}} este aria unei heptagrame {7/3}, iar {\displaystyle h=a} este înălțimea prismei.

## Poliedru dual
Poliedrul dual al prismei heptagramice 7/3 este bipiramida heptagramică 7/3.